# Stanisław Opaliński
Stanisław Łukasz Opaliński (ur. 1643, zm. 2 czerwca 1704) – starosta niegrodowy guzowski i starosta grodowy nowokorczyński.
Syn Łukasza Opalińskiego i Izabeli Tęczyńskiej, brat Jana i Zofii. Ochrzczony został 15 września 1643 w kaplicy w Rytwianach. Chrztu udzielił mu ksiądz Albert Wojnicz w obecności rodziców chrzestnych starościny Anny Branickiej i księdza Jana Brożka.
Ożenił się z Marianną Dziulanką, córką dziedzica ze Szczeki, prawdopodobnie miała ona jednak pochodzenie chłopskie. Po jej śmierci wstąpił w związek małżeński z Zofią Leszczyńską, wdową po Wacławie Leszczyńskim, córką Krzysztofa Opalińskiego. Po jej śmierci wstąpił do marynarki. Nie pozostawił po sobie potomstwa.
Właściciel Rytwian, Rudników, a po śmierci bezpotomnie zmarłego brata Jana – Staszowa, Kłody, Rudy, Tuklęczy, Oględowa, Koniemłót i Łubnic.
Podpisał pacta conventa Michała Korybuta Wiśniowieckiego w 1669 roku. Poseł sejmiku opatowskiego województwa sandomierskiego na sejm koronacyjny 1676 roku.
Brał udział w bitwie pod Wiedniem w 1683, osobiście prowadząc 1200 pieszych, zaciągniętych swoim kosztem. W 1697 roku był elektorem Augusta II Mocnego z województwa sandomierskiego.
Umarł na morzu. W 1712 siostrzenica Elżbieta Sieniawska sprowadziła ciało do Rytwian, poświęcając mu w kościele pokamedulskim marmurowy pomnik i oddzielną kryptę z sarkofagiem.